# Pelecotominae
Pelecotominae – podrodzina chrząszczy z rodziny wachlarzykowatych.

## Zasięg występowania
Gatunki z tej podrodziny występują na całym świecie.

## Budowa ciała
Przedstawiciele Pelecotominae charakteryzują się czułkami blaszkowanymi u samców, oraz piłkowanymi lub grzebieniastymi u samic, kompletnie rozwiniętymi pokrywami, oraz owalnymi oczami bez wcięć (ta ostatnia cecha z wyjątkiem rodzajów Clinops, Euctenia i Sharpides).

## Biologia i ekologia
Postacie preimaginalne są parazytoidami. Żywiciele są znani dla niektórych rodzajów – są nimi larwy żywiących się drewnem chrząszczy z rodzin kózkowatych i kołatkowatych.

## Systematyka
Do podrodziny zalicza się 11 żyjących rodzajów (oraz jeden wymarły) z ponad 80 gatunkami:
- Alloclinops Broun, 1921
- Clinopalpus Batelka, 2009
- Clinops Gerstaecker, 1855
- Elytroxystrotus Manfrini de Brewer, 1963
- Euctenia Gerstaecker, 1855
- Geoscopus Gerstaecker, 1855
- Micropelecotoides Pic, 1910
- Pelecotoma Fischer von Waldheim, 1809
- Rhipistena Sharp, 1878
- Sharpides Kirkaldy, 1910
- Trigonodera Dejean, 1834

Rodzaj wymarły:
- †Flabellotoma Batelka et al., 2016